# Tekax
Tekax község Mexikó Yucatán államának déli részén. 2010-ben lakossága kb. 41 000 fő volt, ebből mintegy 26 000-en laktak a községközpontban, Tekax de Álvaro Obregónban, a többi 15 000 lakos a község területén található 90 kisebb településen élt.

## Fekvése
A község Yucatán állam legnagyobb részével ellentétben nem teljesen sík, északi része még 100 méteres tengerszint feletti magasság alatt van, de a községközponttól délre 100 méter fölé emelkedik, sőt, déli részében már a 200 métert meghaladó magaslatok is megjelennek, köztük a Cerro Benito Juárez. Az éves csapadékmennyiség 1000–1100 mm körül van, de a községnek vízfolyásai nincsenek. A mezőgazdaság a terület mintegy 10%-át hasznosítja, a többi részt főként vadon borítja.

## Népesség
A község lakóinak száma a közelmúltban igen gyorsan növekedett, a változásokat szemlélteti az alábbi táblázat:
| Év   | Lakosság |
| ---- | -------- |
| 1990 | 28 880   |
| 1995 | 32 668   |
| 2000 | 34 802   |
| 2005 | 37 454   |
| 2010 | 40 547   |

## Települései
A községben 2010-ben 91 lakott helyet tartottak nyilván, de nagy részük igen kicsi: 44 településen 10-nél is kevesebben éltek. A jelentősebb helységek:
| Település                               | Lakosság (2010) |
| --------------------------------------- | --------------- |
| Tekax de Álvaro Obregón (községközpont) | 25 751          |
| Kancab                                  | 2819            |
| Xaya                                    | 1814            |
| Becanchén                               | 1713            |
| Pencuyut                                | 1524            |
| Kinil                                   | 1127            |
| Ticum                                   | 922             |
| Manuel Cepeda Peraza                    | 573             |
| Tixcuytún                               | 535             |